# Dasychira aethalodes
Dasychira aethalodes är en fjärilsart som beskrevs av Collenette 1931. Dasychira aethalodes ingår i släktet Dasychira och familjen tofsspinnare. Inga underarter finns listade i Catalogue of Life.